# Lazarus Löb
Elieser Lazarus Löb (* 27. September 1835 in Pfungstadt, Großherzogtum Hessen; gestorben 23. Januar 1892 in Altona, Hamburg) war ein orthodoxer Oberrabbiner von Altona.

## Leben
Löb wuchs als Sohn des Kaufmanns Hirsch Abraham b. Moses-Löb auf, besuchte das Gymnasium in Darmstadt, um anschließend an der Universität Gießen zu studieren. Seine Ausbildung zum Rabbiner erhielt er von Benjamin Hirsch Auerbach, dessen Tochter Hanne Auerbach (1842–1905) er heiratete. Zwischen 1857 und 1861 bekleidete er das Direktorenamt der von ihm gegründeten Jüdischen Realschule (Internat) in Pfungstadt. Danach übernahm Löb bis 1873 das Rabbinat im bayerischen Ichenhausen, bevor er 1874 nach dem Tod von Jakob Ettlinger zum Nachfolger als Oberrabbiner von Altona berufen wurde. Dieses Amt verwaltete er bis zu einem Schlaganfall 1890.
Löb engagierte sich für die Förderung der Jüdischen Presse. Die Vollendung der Veröffentlichung von Heimann Joseph Michaels Werk Or ha-Chayyim (Wörterbuch des rabb. Schrifttums) scheiterte an den Folgen seiner geschwächten Gesundheit, ebenso die Drucklegung des rabbinischen Werkes Dammeseq Eli'ezer. Löb gehörte zur Leitung des Rabbinerseminars zu Berlin, dem er über viele Jahre eng verbunden war.